# Tragédia de Nazino

Mapa da área de Nazino

A Tragédia de Nazino foi a deportação em massa de 6 000 pessoas em 1933 para a ilha de Nazino na União Soviética, das quais mais de 4 000 morreram. A pequena e isolada ilha da  Sibéria ocidental está localizada a cerca de 800 km ao norte de Tomsk, no distrito de Alexandrovsky, no Oblast de Tomsk, perto da confluência dos rios Ob e Nazina. Conhecida como "Ilha da Morte" (russo: Остров Смерти, Ostrov smerti) ou "Ilha dos Canibais", entre 4 000 e 6 000 "colonos especiais" soviéticos morreram ali em menos de quatro semanas no final da primavera de 1933, depois de terem sido abandonados sem-abrigo, tendo apenas farinha para alimento, poucas ferramentas e roupas. Muitos recorreram ao canibalismo para sobreviver.
Um relatório sobre os fatos foi enviado para Joseph Stalin por Vassilii Arsenievich Velichko. O relatório foi distribuído pela Lazar Kaganovich aos membros do Politburo, e foi preservado em um arquivo em Novosibirsk. Ele afirma que 6 114 "elementos supérfluos" (também conhecido como "déclassé", elementos socialmente perigosos ou pessoas sem classes) chegaram na ilha no final de maio de 1933. Eles tinham sido transportados de Moscou e Leningrado, inicialmente por trem para Tomsk, em seguida, por barcaça para Nazino, durante o transporte fluvial pelo menos 27 pessoas morreram. Não havia abrigo na ilha, nevou na primeira noite, e nenhum alimento foi distribuído por quatro dias. No primeiro dia, 295 pessoas foram enterradas.
Uma comissão especial foi então criada em Setembro de 1933 pelo Comitê Regional do Partido Comunista da Sibéria Ocidental, sendo os relatórios publicados em 2002 pelo grupo Memorial.

## O plano
Em fevereiro 1933 Genrikh Yagoda, chefe da OGPU (polícia secreta), e Matvei Berman, chefe dos GULAG propuseram um "plano grandioso" a Stalin, para reassentar até dois milhões de pessoas na Sibéria e Cazaquistão em "áreas especiais ". Os deportados ou colonos seriam usados para transformar mais de um milhão de hectares de terra virgem em área produtiva, tornando a URSS auto-suficiente em dois anos. Este plano foi baseado na experiência de deportar dois milhões de kulaks e outros trabalhadores agrícolas para as mesmas áreas, nos três anos anteriores. Os recursos disponíveis para apoiar o plano eram severamente limitados pela fome causada pela introdução de fazendas coletivas e da "Deskulakização impostas pelas autoridades soviéticas. O plano original direcionava-se aos vários tipos de kulaks, camponeses, "elementos urbanos", pessoas que viviam nas fronteiras ocidentais da URSS, e pequenos criminosos. No início da Primavera de 1933, o número havia sido reduzido para um milhão de deportados. Stalin rejeitou o plano de maio 1933, época em que os deportados chegaram na ilha.
Muitos dos deportados eram pessoas de Moscou e Leningrado, que haviam sido incapazes de obter um passaporte interno. A obtenção obrigatória do passaporte tinha começado em 27 de dezembro de 1932, por decisão do Politburo de emitir este tipo de documento para todos os moradores de grandes cidades. Um de seus objetivos era "limpar Moscou, Leningrado e os outros grandes centros urbanos da URSS de elementos supérfluos não relacionados com a produção ou trabalho administrativo, bem como kulaks, criminosos e outros elementos anti-sociais e socialmente perigosos".
Estes elementos supérfluos ou socialmente perigosos, eram: ex-mercadores, comerciantes, camponeses que fugiram da fome no campo, criminosos, ou qualquer pessoa que não se encaixava na estrutura idealizada de classe comunista, a eles não foram emitidos passaportes e assim poderiam ser presos e deportados das cidades após um processo administrativo sumário, onde normalmente não estavam presentes. A maioria dos detidos eram deportados dentro de dois dias. Entre março e julho de 1933, 85 937 pessoas que viviam em Moscou foram presas e deportadas por não possuírem passaportes; em Leningrado foram deportadas no mesmo período 4 776 pessoas. Os detidos em conexão com a limpeza de Moscou antes do primeiro de maio de 1933, Dia do Trabalhador, foram deportados para o campo de trânsito Tomsk, com muitos sendo posteriormente enviado para a Ilha de Nazino.

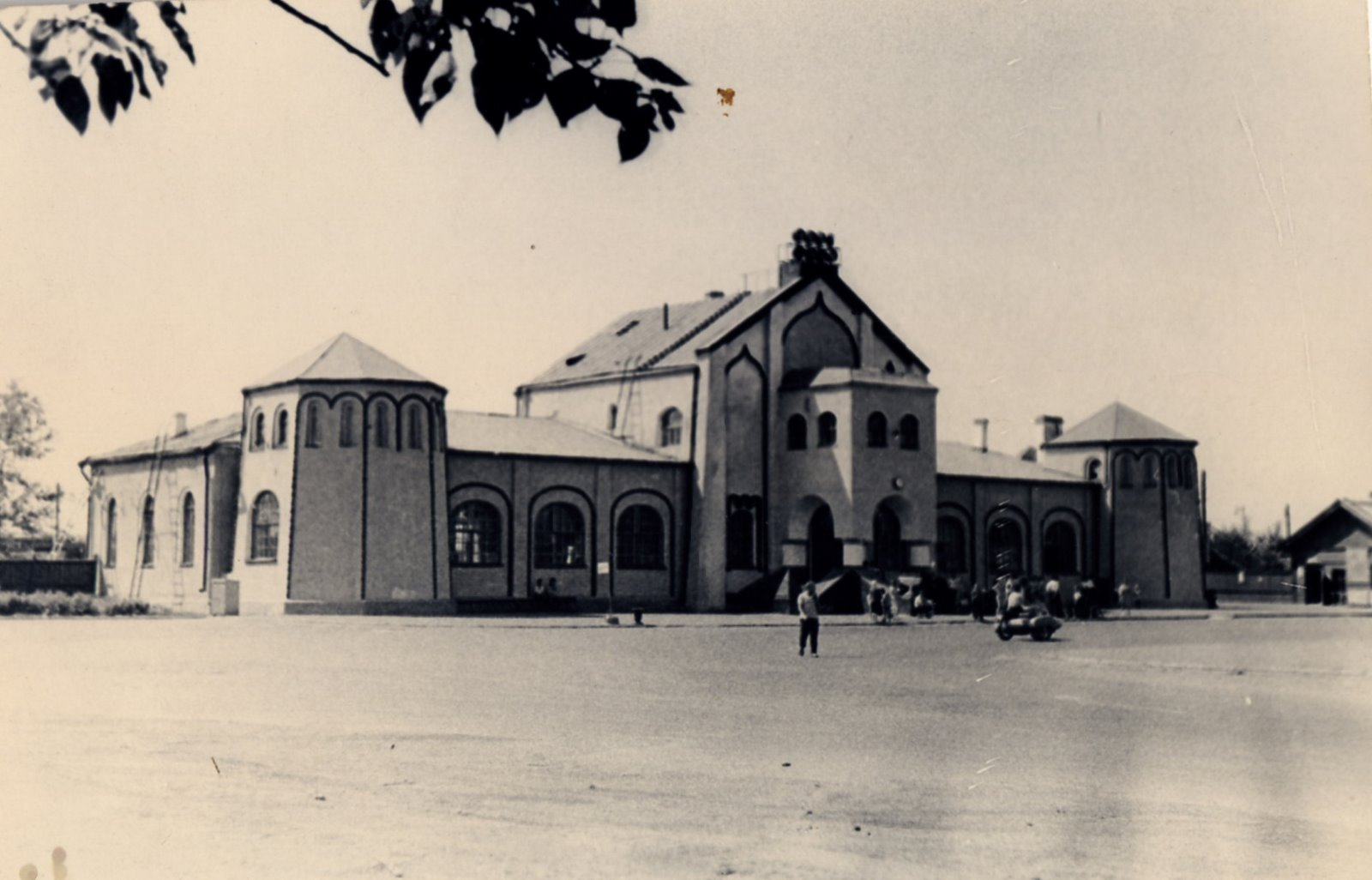
Estação ferroviária de Murom

## Transportes
Um trem com os deportados deixou Moscou no dia 30 de abril, e um comboio semelhante deixou Leningrado no dia anterior, com ambos chegando ao destino em 10 de maio. A ração diária, durante a viagem, era de 300 gramas de pão por pessoa. Grupos de criminosos roubavam a comida e as roupas de outros deportados. Como as autoridades de Tomsk não estavam familiarizadas com deportados urbanos, para evitar dificuldades decidiram enviá-los imediatamente para os locais de trabalho mais isolados.
Em 14 de maio, quatro barcaças fluvial, inicialmente projetadas para transportar madeira, foram preenchidas com cerca de 5 000 deportados. Cerca de um terço dos deportados eram criminosos que foram enviados a fim de "descongestionar as prisões" e metade eram de "elementos supérfluos" de Moscou e Leningrado. As autoridades da Alexandro-Vakhovskaya, que eram para estar no comando dos campos de trabalho na ilha, foram informados de que eles seriam enviados ao local em 5 de maio. Estas nunca tinha trabalhado com deportados urbanos e não tinham comida, ferramentas e suprimentos para apoiá-los.
Os deportados foram mantidos abaixo do convés principal nas barcaças e, aparentemente, alimentados com uma ração diária de somente 200 gramas de pão por pessoa. Vinte toneladas de farinha de trigo - cerca de quatro quilos por pessoa - também foram transportados, mas as barcaças não continham outros alimentos, utensílios de cozinha, ou ferramentas. Todo o pessoal de supervisão, dois comandantes e cinqüenta guardas, tinham sido recentemente recrutados, sendo que os guardas não possuíam sapatos ou uniformes.

## Vida e morte na Ilha de Nazino
As barcaças chegaram na ilha de Nazino durante a tarde de 18 de maio, uma ilha pantanosa com cerca de 3 km de comprimento e 600 metros de largura. Não havia lista dos deportados que desembarcam, mas à chegada foram contados 322 mulheres e 4 556 homens, além de 27 corpos de pessoas que morreram durante a viagem de Tomsk até a ilha. Mais de um terço dos deportados eram fracos demais para ficar em fila na chegada. Cerca de 1 200 deportados adicionais chegaram em 27 de maio.
Assim que as vinte toneladas de farinha foram depositados na ilha e a distribuição começou, iniciaram diversos conflitos e os guardas atiraram contra os deportados, sendo a farinha transferida para a margem oposta a ilha. A distribuição na ilha foi iniciada novamente na manhã seguinte, com mais brigas e mais disparos. Depois disso, toda a farinha foi distribuído via "brigadeiros" que coletaram farinha para sua brigada com cerca de 150 pessoas. Os brigadeiros eram muitas vezes criminosos que abusaram de suas posições. Não havia fornos para assar pão, de modo que os deportados comiam a farinha misturada com água do rio, o que levou a disenteria. Alguns deportados fizeram jangadas primitivas para tentar escapar, mas a maioria destas afundou provocando diversas mortes. Os guardas caçavam e matavam outros fugitivos, como se estivessem caçando animais por esporte. Por causa da falta de transporte para o resto do país, excepto a montante do rio, em Tomsk, e a dureza da vida na Taiga, a totalidade dos outros fugitivos foi presumida como mortos.
Em 21 de maio os três oficiais da saúde contaram 70 novas mortes por efeitos de canibalismo observados em cinco casos. Durante o mês seguinte cerca de 50 pessoas foram presas por canibalismo. No início de junho, 2 856 deportados foram transferidas para assentamentos menores a montante do rio Nazina deixando apenas 157 deportados na ilha, que não puderam ser transferidos por razões de saúde. Várias centenas dos deportados morreram durante a transferência, outros 1 500 a 2 000 deportados morreram na ilha e centenas de fugitivos haviam desaparecido. Os que sobreviveram encontraram-se com poucas ferramentas e alimentos em seus novos assentamentos.
No início de julho novos assentamentos foram construídos pelas autoridades que utilizaram trabalho não deportado, mas apenas 250 colonos foram transferidos para lá, devido ao fato que 4.200 novos deportados tinham chegado a Tomsk e foram alojados nestes assentamentos. De acordo com a carta enviada por Velichko a Stalin em 20 de agosto, apenas 2 200 pessoas sobreviveram dos cerca 6 700 deportados que ele calculou tinham chegado de Tomsk. A carta de Velichko resultou em uma comissão para estudar o caso. Em outubro, a Comissão estimou que dos 2 000 sobreviventes, metade estava doente e acamada e que apenas cerca de 200 a 300 eram capazes de trabalhar.

## Redescoberta
Em 1988, com o advento da Glasnost na União Soviética, os detalhes da tragédia de Nazino tornaram-se acessíveis devido aos esforços do grupo Memorial.
Em 1989, uma testemunha relatou ao Memorial:
Eles estavam tentando fugir, nos perguntaram; "Onde está a estrada de ferro?" Eu nunca tinha visto um trem. Eles perguntaram "Onde está a Moscou? Leningrado?" Eles estavam fazendo perguntas as pessoas erradas: que nunca tinha ouvido falar desses lugares. As pessoas estavam fugindo da fome. Demos a eles um punhado de farinha. Eles a misturaram com água e bebendo-a em seguida, eles imediatamente tiveram diarreia. As pessoas estavam morrendo por toda parte, pois eles estavam matando uns aos outros .... Na ilha havia um guarda chamado Kostia Venikov, um jovem companheiro. Ele estava namorando uma menina bonita que tinha sido enviado para lá. Ele a protegeu. Um dia, ele teve que se afastar por um tempo, e ele disse a um de seus companheiros: "Cuide dela", mas com todas as pessoas de lá o camarada não podia fazer muita coisa .... Algumas pessoas pegaram a menina e a amarraram a uma árvore de álamo, cortaram seus seios, seus músculos, tudo o que eles poderiam comer, tudo, tudo ....
Em 2006 o historiador francês, Nicolas Werth, publicou sobre a história o livro Cannibal Island: Death in a Siberian Gulag (Human Rights and Crimes Against Humanity) sendo o livro traduzido para o inglês em 2007.